# Systeloglossum bennettii
Systeloglossum bennettii är en orkidéart som först beskrevs av Leslie Andrew Garay, och fick sitt nu gällande namn av Robert Louis Dressler och Norris Hagan Williams. Systeloglossum bennettii ingår i släktet Systeloglossum och familjen orkidéer. Inga underarter finns listade i Catalogue of Life.